# Auximella spinosa
Auximella spinosa är en spindelart som först beskrevs av Mello-Leitao 1926.  Auximella spinosa ingår i släktet Auximella och familjen mörkerspindlar. Inga underarter finns listade.